# El poema del éxtasis
El Poema del Éxtasis  (Le Poème de l'extase), Op. 54, es un poema sinfónico compuesto por Aleksandr Skriabin entre 1905 y 1908 cuando se encontraba inmerso en la Sociedad Teosófica. Una interpretación habitual dura alrededor de veinte minutos.

## Estructura
Skriabin en ocasiones se refirió a Le Poème de l'extase como su «cuarta sinfonía», aunque nunca se denominó así oficialmente y formalmente no sigue la división tradicional en movimientos separados. De modo que la obra se interpreta como un único movimiento. Sin embargo presenta elementos de la forma sonata, que Skriabin había empleado anteriormente, aunque no son relevantes, pues como describe Bernard Jacobson:

The form depends instead on the constant interpenetration and cross-fertilization of a multiplicity of tiny thematic units, most of them so sinuously chromatic as to subvert tonal feeling almost entirely beneath the vertiginous onslaught of shifting harmonic colors.
La forma depende en cambio en la interpenetración constante y la fertilización cruzada de una multiplicidad de unidades temáticas pequeñas, la mayoría de ellas tan tortuosas y cromáticas que pueden destruir casi toda sensación tonal bajo el vertiginoso embate de cambios de colores armónicos.

El compositor escribió un largo poema para acompañar la música, aunque no al mismo tiempo. Concluye con las siguientes palabras: "I am a moment illuminating eternity... I am affirmation... I'm ecstasy." ("Soy un momento iluminando la eternidad... Soy una afirmación... Soy éxtasis.)
Modest Altschuler, quien ayudó a Skriabin a revisar la partitura en Suiza en 1907, y quien dirigió el estreno con la Sociedad Sinfónica Rusa de Nueva York el 10 de diciembre de 1908, afirmó que el programa implícito del compositor (que no aparece en la partitura) divide la obra en tres secciones:
1. Su alma en la orgía del amor
2. La realización de un fantástico sueño
3. La gloria de su propio arte

## Instrumentación
La pieza está orquestada para tres flautas, un flautín, tres oboes, un corno inglés, tres clarinetes, un clarinete bajo, tres fagots, un contrafagot, ocho trompas, cinco trompetas, tres trombones, una tuba, timbales, un bombo, platillos, un triángulo, campanas, un gong, una celesta, un órgano (o armonio), dos arpas y cuerdas.

## Literatura
Henry Miller hizo referencia a este poema sinfónico en Nexus, el tercer volumen de La crucifixión rosa:

¿Ese Poème de l'extase? Ponlo en voz alta. Su música suena como pienso, a veces. Tiene ese picor cósmico lejano. Divinamente ensuciado. Todo fuego y aire. La primera vez que lo escuché lo reproduje una y otra vez. (...) Era como un baño de hielo, cocaína y arcoíris. Durante semanas anduve en trance. Algo me había pasado. (...) Cada vez que un pensamiento se apoderaba de mí, una puertecita se abría dentro de mi pecho, y allí, en este cómodo nidito, se sentaba un pájaro, el pájaro más dulce y manso que se pueda imaginar. «¡Piénsalo!, él chirriaba, ¡Piénsalo hasta el final!» Y lo haría, por Dios. Nunca ningún esfuerzo involucrado. Como un étude deslizándose por un glaciar.

En la película  Barfly, se puede escuchar Le Poème de l'extase en una escena.